# عبد الرزاق الساحلي
عبد الرزاق الساحلي ولد بالحمامات في ديسمبر 1941، وتوفي في 24 فيفري 2009 رسام ونحات وخزاف تونسي. وأستاذ بمدرسة الفنون الجميلة.

## تكوينه
تلقى تكوينه بمدرسة الفنون الجميلة بتونس وتخرج منها عام 1969، ثم استكمل دراسته فيما بين 1974 و1982 بالمدرسة العليا للفنون الجميلة بباريس، وأحرز على الإجازة في الفنون التشكيلية من جامعة باريس الثامنة – فإنسان عام 1975. واستقر بمسقط رأسه منذ عام 1987.

## أعماله
بدأ يعرض رسومه منذ سنة 1970 وكان معرضه الأول بفاعة الأخبار بالعاصمة. وشارك منذئذ في العديد من المعارض التشكيلية بتونس والخارج، حيث عرض بباريس ولندن وأشبيلية ونيويورك وساوباولو ودبي... ومن أهم المعارض التي أقامها:
- 1975: معرض للرسوم الخطية برواق ارتسام- تونس
- 1975: معرض برواق مطار أورلي- باريس.
- - 1980معرض برواق "كرياتيس"- باريس
- 1982 معرض برواق التصوير- تونس

## فنه
تقع أعمال عبد الرزاق الساحلي الفنية بين التراث والحداثة. وقد استطاع أن يقيم جسورا بين الرسم والفن الرابع. وقد أحرز عام 2008 على الجائزة الوطنية للفنون التشكيلية.

## وصلة خارجية
- عبد الرزاق الساحلي صانع الألوان
- المرحوم عبد الرزاق الساحلي: مسيرة فنان (بالفرنسية)

1. ↑   https://ekwc.nl/kunstenaars/. اطلع عليه بتاريخ 2024-02-13. {{استشهاد ويب}}: |url= بحاجة لعنوان (مساعدة) والوسيط |title= غير موجود أو فارغ (من ويكي بيانات) (مساعدة)